# جنین (شهر)
جنین، مرکز استان جنین در شمال کرانه باختری است که در کشور اسرائیل قرار دارد. اردوگاه پناهندگان جنین در این شهر قرار دارد. مساحت شهری آن بالغ بر ۶۸۰ هکتار و مساحت کلی آن بالغ بر ۱۸۸۰ هکتار می‌باشد.

## جمعیت‌شناسی
جمعیت این شهر در سال ۲۰۱۷ میلادی حدود ۴۹۹۰۷ نفر بوده و جمعیت اردوگاه پناهندگان هم حدود ۱۵ هزار نفر را شامل می‌شود.

## مشخصات
اردوگاه رسمی پناهندگان سازمان ملل یکی از بخشهای این شهر محسوب می‌شود که عمدتاً پناهندگان عربی را از زمان جنگ اسرائیل و اعراب در سال ۱۹۴۸ در خود جای داده‌است. برای مدتهای زیادی، جنین نقطه مرکزی درگیری اسرائیل و فلسطین بوده‌است. 

## تاریخچه
در زمانهای قدیم، جنین روستای ‹‹این گانیم›› به زبان عبری شناخته شده‌است. در قرن بیستم پس از تأسیس کلیسای انگلیس، دولت اسرائیل محلی برای سکونت اسرائیلی‌ها به نام گانیم ساخت که نام آن هم از روی نام روستای قدیمی گذاشته شده بود. اسرائیل در اوت ۲۰۰۵ به عنوان بخشی از ‹‹طرح خروج یک جانبه›› این منطقه را تخلیه کرد.
جنین در خلال شورش اعراب در فلسطین در فاصله سالهای ۱۹۳۶ تا ۱۹۳۹ تبدیل به مرکز ناآرامی شد؛ بویژه آنکه این منطقه به عنوان مقر فعالیتهای مبارزین تحت رهبری شیخ عزالدین قسام محسوب می‌شد.
شهر جنین در جنگ اعراب و اسرائیل به سال ۱۹۴۸ توسط نیروهای اسرائیلی اشغال شد و پس از آن در فاصله کوتاهی پس از آنکه آتش‌بس اولیه لغو شد. نیروهای اسرائیل آن را در ‹‹ جنگ ۱۰ روزه›› تسخیر کردند. این حمله در واقع ترفندی برای دور کردن ذهن نیروهای عرب از ماجرای تسخیر اورشلیم بود. با رسیدن نیروهای کمکی عرب، اسرائیلی‌ها به سرعت غنائمی را که در آن منطقه به دست آورده بودند، رها کردند.
اردوگاه پناهندگان جنین با هدف اسکان دادن فلسطینی‌هایی که از شهر و روستای بومی خود که در جنگ اعراب و اسرائیل در سال ۱۹۴۸ تحت تصرف اسرائیلی‌ها درآمد، گریخته یا مجبور به ترک آن شده بودند در سال ۱۹۵۳ ساخته شد.
این شهر به مدت ۱۹ سال تحت کنترل اردنی‌ها قرار داشت، اما بعدها ‹‹ یگان پلد›› نیروهای دفاعی اسرائیل (IDF) در اولین روز جنگ شش روزه به سال ۱۹۶۷ آن را تسخیر کردند.

## سالهای درگیری
اسرائیل در سال ۱۹۹۶ کنترل شهر را به دولت فلسطین واگذار کرد. در آغاز انتفاضه الاقصی اسرائیل مدعی شد که این شهر به منبع اصلی ارسال عاملین انتحاری به شمال و مرکز اسرائیل تبدیل شده‌است. این انتفاضه به نام انتفاضه دوم خوانده می‌شود و خاستگاه آن جنین بوده‌است. 

## جنگ جنین
در آوریل ۲۰۰۲، اردوگاه پناهندگان جنین صحنه یکی از شدیدترین درگیریهای بود که در خلال انتفاضه الاقصی رخ داده‌است. جزئیات وقایع رخ داده در طول نبرد جنین به شدت مورد بحث قرار واقع شده‌است. در ابتدا با توجه به ادعای مطرح شده توسط مقامات فلسطینی که می‌گفتند نیروهای دفاعی فلسطین صدها غیرنظامی را رد اردوگاه پناهندگان جنین کشته‌اند، از وقایع رخ داده در این منطقه تحت عنوان ‹‹قتل‌عام در جنین›› یاد می‌شد. این ادعا بعدها رد شد و اعلام شد که آمار کشته شدگان کمتر بوده‌است، یعنی ۲۳ سرباز اسرائیلی و ۵۲ فلسطینی کشته شده بودند که ۲۲ نفر از آنها را غیر نظامیان بی سلاح تشکیل می‌دادند و مابقی نیروهای فلسطینی بوده‌اند. برخی بر این باورند که مقامات اسرائیلی سربازان اسرائیلی را قربانی می‌کردند تا جان فلسطینی‌ها را نجات دهند. خانواده‌های ۲۳ سرباز اسرائیلی که در جنگ کشته شده بودند با تأکید بر اینکه وظیفه اصلی دولت دفاع از نیروهای خودی بوده‌است، حتی اگر این دفاع به قیمت کشته شدن تعداد بیشتری از غیر نظامیان فلسطینی تمام می‌شد، بر ضد نیروهای دفاعی اسرائیل و دولت اسرائیل اقامه دعوی کردند. ".
از زمان شروع این جنگ، جنین تحت کنترل مستقیم ارتش اسرائیل قرار گرفته شده‌است. در آن زمان، مردم ساکن جنین مجبور به تحمل حکومت نظامی‌های طولانی مدت بودند (که مدت آن از ژوئن ۲۰۰۲ بیش از ۱۵۰ روز بوده‌است و تقریباً تمام آن قبل از سال ۲۰۰۴ رخ داده‌است).
. شماری از مبارزان مورد ظن فلسطینی و غیر نظامیان به دست نیروهای دفاعی اسرائیل کشته شدند و این امر باعث آن شد که صفت ‹‹کشتار هوشمند›› به اقدامات نظامی اسرائیلی‌ها گفته شود. هچنین ‹‹ایان هوک›› که یکی از کارگزاران سازمان ملل بود در ۲ نوامبر سال ۲۰۰۲ توسط یک تیرانداز کمین کرده اسرائیلی کشته شد.